# West One Music Group
West One Music Group ist ein Musikverlag für Produktionsmusik Hauptsitz in London. 

## Unternehmensgeschichte
West One Music wurde im Jahr 2002 von Tony Prior und  Richard Harvey in London gegründet. Das Unternehmen produziert und verlegt Musik für die Vertonung von Inhalten im Fernsehen, Rundfunk und Internet sowie die Vertonung von Film, Werbung, Imagefilmen und Videogames.
West One Music Group ist weltweit in 62 Territorien tätig und dort durch eigene Büros oder Agenten repräsentiert.
Der Katalog umfasst 6 Labels mit insgesamt rund 600 veröffentlichten Alben von Produktionsmusik (Stand Juni 2015). Jährlich kommen zu diesem Katalog ca. 80 Alben hinzu, die sowohl in den hauseigenen Studios in London als auch extern produziert werden. Heute ist West One Music Group eine der weltweit führenden unabhängigen Libraries für Produktionsmusik.
Seit 2010 firmiert die West One Music Group in Deutschland unter der Firstworks Music GmbH, die eine 100-prozentige Tochter der West One Music Group Ltd. darstellt. Dabei ist die Firstworks Music GmbH Mitglied der GEMA und dementsprechend ist die Nutzung des Musikkatalogs abgabenpflichtig. Die Firstworks Music GmbH betreut aus München die Territorien Deutschland, Österreich, Schweiz und die Niederlande.

## Labels
West One Music
Mainstream-Label mit breitem Spektrum an Musik verschiedener Genres und Epochen. Das Repertoire umfasst alle modernen Stilrichtungen wie Pop, Rock, Jazz, Electro, Country und Ethno-Musik.
The Scoring House
Label mit Fokus auf unkonventionelleren Kompositionen, sowohl mit klassischer als auch moderner Instrumentierung.
Fired Earth Music
Film- und Trailermusik mit Schwerpunkt auf dramatischer Inszenierung der verschiedenen Genres.
Refuel Music
Retro-Label mit Originalaufnahmen aus den 60er und 70er Jahren aus den Bereichen Funk, Swing, Jazz und Latin.
EDS (Electronic Dance Series)
Elektronische Musik unterschiedlicher Genres wie Dance, House, Dubstep und Electro.
Noise Refinery
Pop, Rock und orchestrale Kompositionen für Filme, Dokumentationen und Trailer.